# Kościół Trójcy Świętej w Boguszycach
Kościół Trójcy Świętej – rzymskokatolicki kościół parafialny położony przy ulicy Kościelnej 1 w Boguszycach. Kościół należy do parafii Trójcy Świętej w Boguszycach w dekanacie Prószków, diecezji opolskiej.
29 października 2013 roku, pod numerem A/209/2013, świątynia została wpisana do rejestru zabytków nieruchomych województwa opolskiego.

## Historia kościoła
Budowę kościoła parafialnego w Boguszycach rozpoczęto w 1868 roku. Cztery lata później budowa została zakończona. Konsekracja świątyni miała miejsce 25 stycznia 1874 roku. Zabytkowe wyposażenie kościoła to:
- ołtarz główny Trójcy Przenajświętszej,
- trzy ołtarze boczne,
- ambona[4].